# Ninfas
Ninfas (em grego clássico: Νύμφαι; em grego moderno: Νύμφες), na mitologia grega, são espíritos naturais femininos, ligados a um local ou objeto particular da natureza. Muitas vezes, ninfas compõem o aspecto de variados deuses e deusas, ver também a genealogia dos deuses gregos. São frequentemente alvo da luxúria dos sátiros. Simplificando, as ninfas seriam fadas sem asas, leves e delicadas. São a personificação da graça criativa e fecundadora na natureza.

## Culto e mitologia

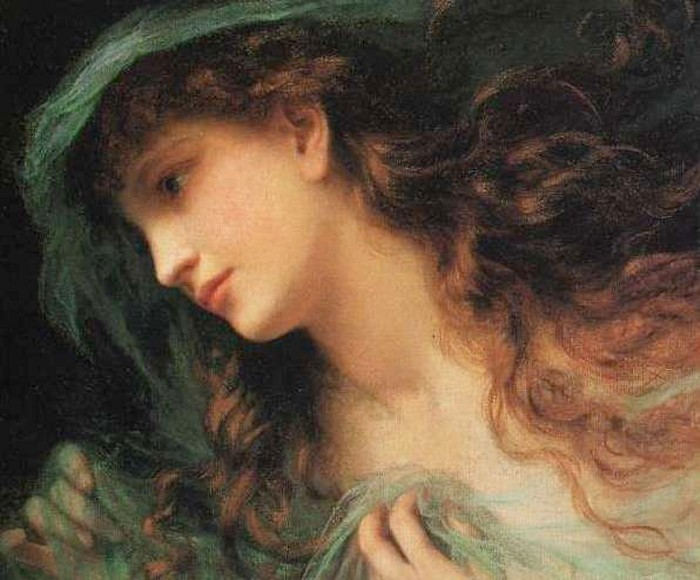
O rosto de uma ninfa.

Ninfa deriva de Νύμφη (ninfa), que significa "noiva", "velado", "botão de rosa", dentre outros significados. Elas são espíritos, habitantes dos lagos e riachos, bosques, florestas, prados e montanhas.
São frequentemente associadas a deuses e deusas maiores, como a caçadora Ártemis, ao aspecto profético de Apolo, ao deus das árvores e Dioniso, ao aspecto pastoreador de Hermes.
Uma classe especial de ninfas, as melíades, foram citadas por Homero como as mais ancestrais das ninfas. Enquanto as demais ninfas são normalmente filhas de Zeus, as melíades descendem de Urano.
Apesar de serem consideradas divindades menores, espíritos da natureza, as ninfas eram divindades cultuadas, com grande devoção e mesmo temor, em todo o mundo helénico. De acordo com a mitologia grega, Dione era a rainha das fadas e ninfas.
Embora não fossem imortais, as ninfas tinham vida muito longa e não envelheciam. Benfazejas, tudo propiciavam aos homens e à natureza. Tinham ainda o dom de profetizar, curar e nutrir.

## Religião popular grega
A antiga crença grega nas ninfas sobreviveu em muitas partes do país até os primeiros anos do século XX, quando eram geralmente conhecidas como "nereidas". As ninfas tendiam a frequentar áreas distantes dos seres humanos, mas podiam ser encontradas por viajantes solitários fora da vila, onde sua música poderia ser ouvida, e o viajante poderia espiar suas danças ou banhos em riachos ou piscinas, seja durante o calor do meio-dia ou no meio da noite. Elas poderiam aparecer em um redemoinho. Tais encontros poderiam ser perigosos, trazendo mudez, infatução louca, loucura ou derrame ao homem infeliz. Quando os pais acreditavam que seu filho havia sido atingido por uma nereida, eles rezavam a São Artemidos.

## Classes
Encontramos vários tipos ou classes de ninfas conforme os seus hábitos, ou as diferentes esferas naturais a que estão associadas.
Entre as mais populares, cita-se:
- Epigeias (Επιγαῖαι) — É um grupo de ninfas da terra ou do cultivo:
  - Oréades (Ὀρειάδες) ou Orestíades (Όρεστιάδες) — associadas a montanhas.
  - Antríades (Ἀντριάδες) — associadas às cavernas.
  - Auloníades (Αὐλωνιάδες) — associadas a pastos.
  - Napeias (Ναπαῖαι) — associadas a vales.
  - Limáquides (Λειμακίδες) ou Limonídes (Λειμωνιάδες) — associadas a campinas e os prados.
  - Alseídes (Ἀλσηίδες) — associadas a bosques.
  - Antusas (Ἀνθούσαι) — associadas às flores.
  - Dríades (Δρυάδες) — associadas a árvores (carvalhos).
  - Hamadríades (Ἁμαδρυάδες) — associadas a todas as outras árvores.
  - Melíades (Μελιάδες) ou Melias (Μελίαι) — associadas à árvore do freixo.
  - Dafneias (Δαφναῖαι) — associadas à árvore do loureiro.
  - Císsias (Κισσιαι)— associadas às heras (espécie de planta).
- Bucólicas (Bukólai) — É um grupo de ninfas dos rebanhos e dos pomares:
  - Epimélides (Ἐπιμηλίδες) — associadas aos pomares.
  - Perimélides (Περιμηλίδες) — associadas aos rebanhos.

- Halíades (Ἁλιάδες) ou Halias (Ἅλιαι) — É um grupo de ninfas das águas salgadas:
  - Oceânides (Ὠκεανίδες) — filhas de Oceano, qualquer corpo de água, normalmente água salgada.
  - Nereides (Νηρηίδες) — filhas de Nereu, associadas ao Mar Mediterrâneo, aos mares calmos e às águas litorâneas.
- Hidríades (Ὑδριάδες) — É um grupo de ninfas das águas doces:
  - Náiades (Ναϊάδες) — associadas à água doce.
    - Crineias (Κρηναῖαι) — associadas a fontes.
    - Pegeias (Πηγαῖαι) — associadas a nascentes.
    - Potâmides (Ποταμίδες) — associadas a rios.
    - Limenides (Λειμενίδες) ou Limnades (Λιμνάδες) — associadas a lagos.
    - Heleiades (Ελειάδες) ou Heleionomos (Ἑλειονόμοι) — associadas a pântanos.

- Uranias (Οὐρανίαι) - É um grupo de ninfas associadas ao céu:
  - Néfeles (Νεφέλαι) — ninfas das nuvens.
  - Boréades - ninfas dos ventos.
- Astérias (Ἀστερίαι) - É um grupo de ninfas associadas às estrelas:
  - Híades (Ὑάδες) — filhas de Atlas e ou Etra, irmãs de Hías. Foram as responsáveis pelos cuidados de Dioniso, ninfas da navegação.
  - Plêiades (Πλειάδες) — filhas de Atlas e Pleione, ninfas da chuva e irmãs das Híades.
  - Hespérides (Ἑσπερίδες) — filhas de  Atlas e Hesperia, ninfas do entardecer. Foram as responsáveis pelos cuidados do jardim de pomos de ouro.

- Outros tipos de ninfas:

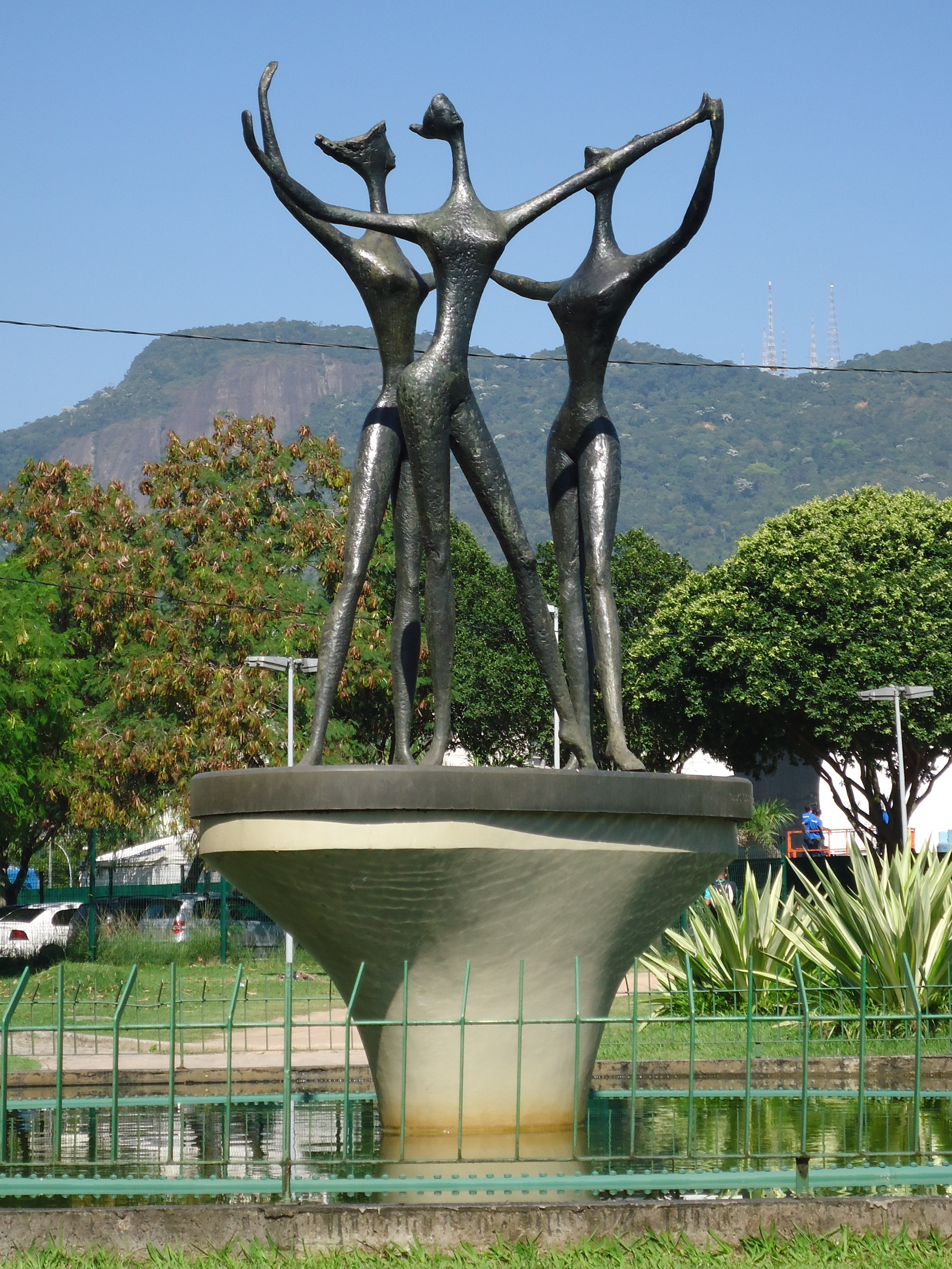
"As Ninfas – Dança das Águas", bronze de Remo Bernucci, premiado no Salão de Belas Artes de 1965. As figuras femininas representam as ninfas: oceânides, das águas do oceano, nereidas, das águas dos mares e náiades, das águas das fontes. Conforme a mitologia grega, essas figuras ligam-se à ideia de juventude eterna, protegiam quem se banhasse em suas águas e dotavam de fertilidade quem bebesse de suas fontes.

  - Cabírides (Καβειρίδες) — irmãs dos Cabiros, faziam parte dos mistérios samotrácios.
  - Cila (Σκύλλα) - a ninfa que virou monstro marinho.
  - Hecatérides (Ἑκατερίδες) — irmãs dos Dáctilos, mães das Oréades, dos Sátiros e dos Curetes.
  - Helíades (Ἡλιάδες) - filhas de Hélio, deus Sol, irmãs de Faetonte, foram transformadas em álamos, após a morte do irmão.
  - Melissas (Μέλισσαι) — ninfas do mel, faziam parte dos mistérios eleusinos de Démeter.
  - Ménades (Μαινάδες) ou Bacantes (Βάκχαι) — ninfas frenéticas do séquito de Dioníso.
  - As Musas (Μούσαι) — filhas de Zeus e Mnemosine, ou de Urano e Gaia, passaram a compor o séquito de Apolo durante a era olímpica:
    - Calíope — poesia épica
    - Clio — história
    - Erato — poesia lírica ou erótica
    - Euterpe — música
    - Melpômene — tragédia
    - Polímnia — poesia sacra
    - Tália — comédia
    - Terpsícore - dança
    - Urânia — astrologia

  - Trías (Θρίαι) — ninfas associadas às abelhas.
  - Lâmpades (Λαμπάδες) — associadas ao submundo, compõem o séquito de Hécate.
  - Têmides (Θεμείδες) — As têmides eram ninfas filhas de Zeus e da titânide Têmis, que viviam em uma caverna do rio Erídano; Personificavam as leis divinas e eram as guardiãs de importantes artefatos dos deuses.
  - Quione (Χιόνη) — talvez a única ninfa da neve, filha de Bóreas.

## Citações
Calímaco, no seu "Hino a Delos", descreve-nos a angústia de uma ninfa pelo seu carvalho recentemente atingido por um raio.
As ninfas aparecem muitas vezes como auxiliares de outras divindades, como são exemplo as ninfas de Circe, ou como ajudantes de certos deuses, particularmente Ártemis, ou mesmo de outras ninfas de maior estatuto como Calipso.
As ninfas também aparecem bastante em lendas onde o amor é o motivo central, como as histórias de Eco e Calisto, e ainda onde o papel de mulher de um herói é de certa maneira tema recorrente, como são exemplos a lenda de Aegina e Aeacus ou a da ninfa Taigete.

## Galeria

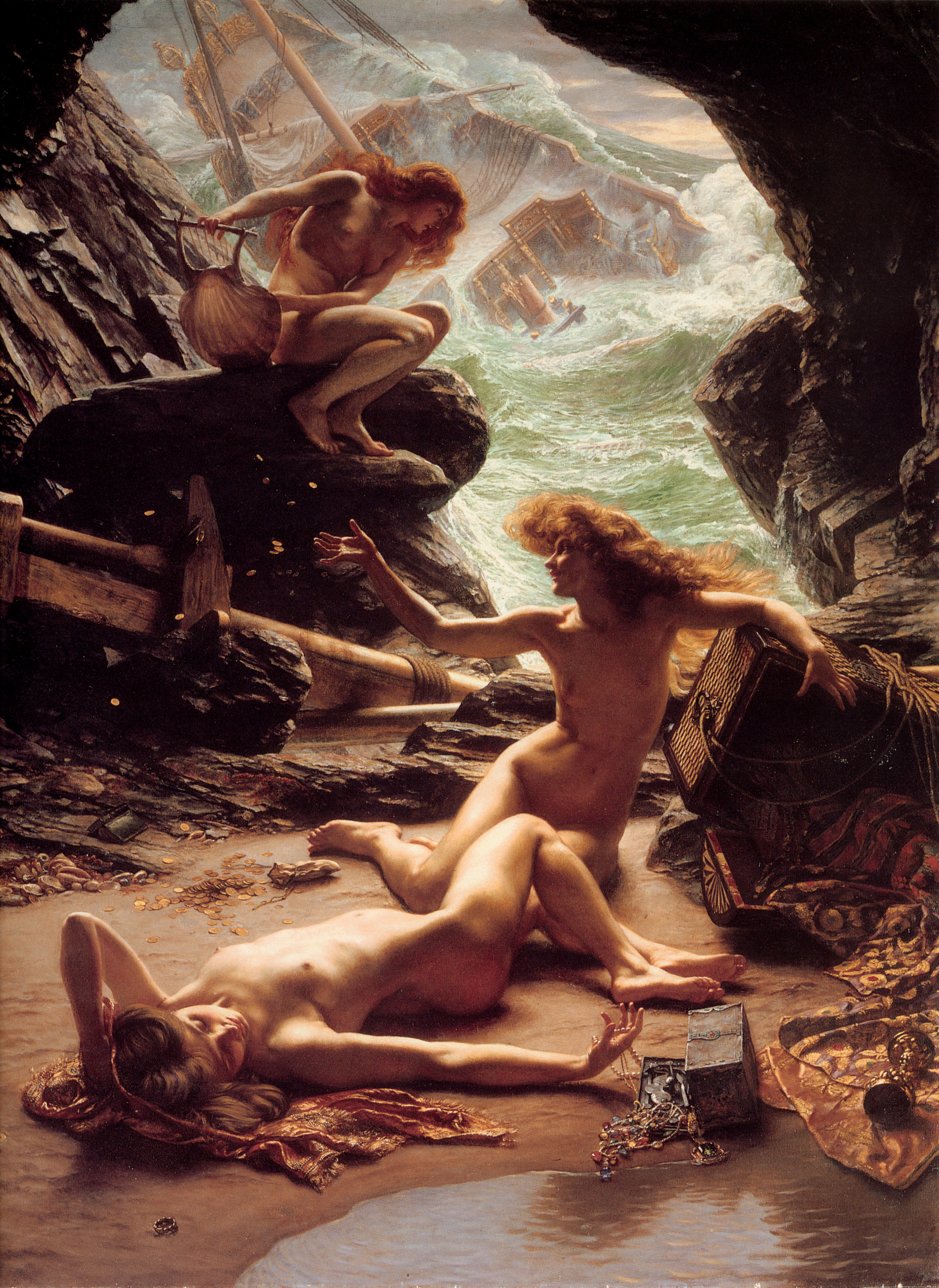
Caverna das ninfas da tempestade, Por Edward John Poynter
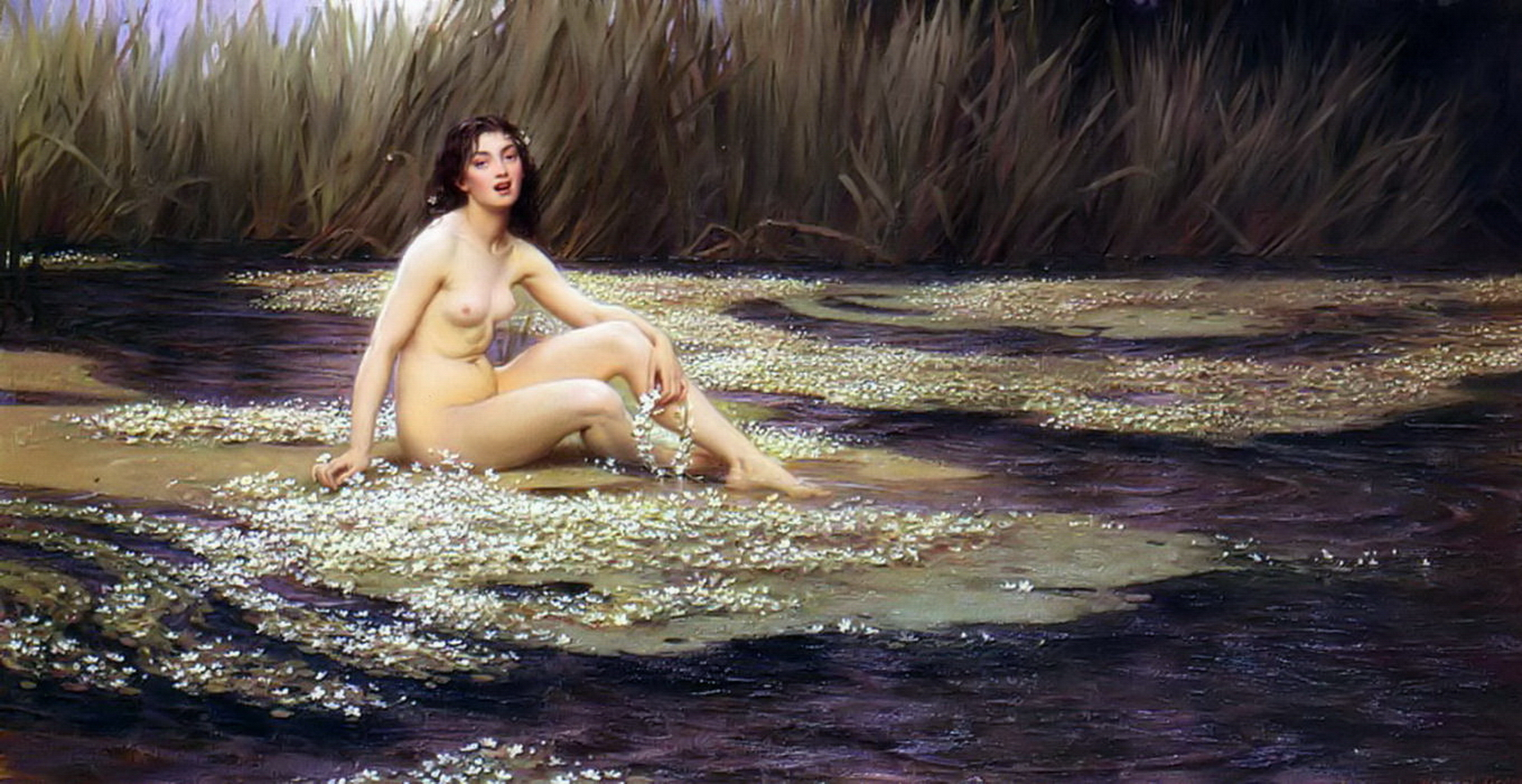
A Ninfa da Água, de Draper
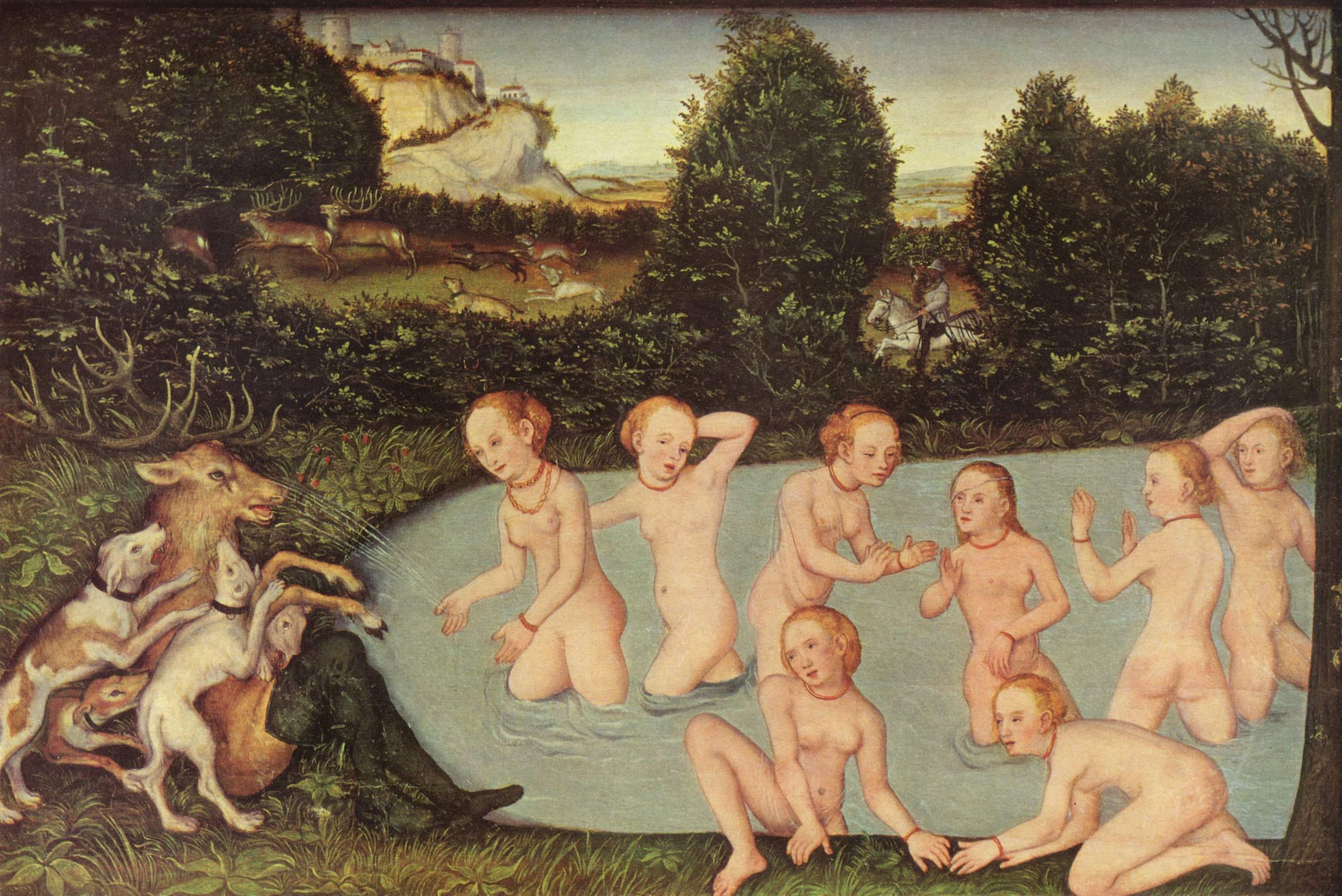

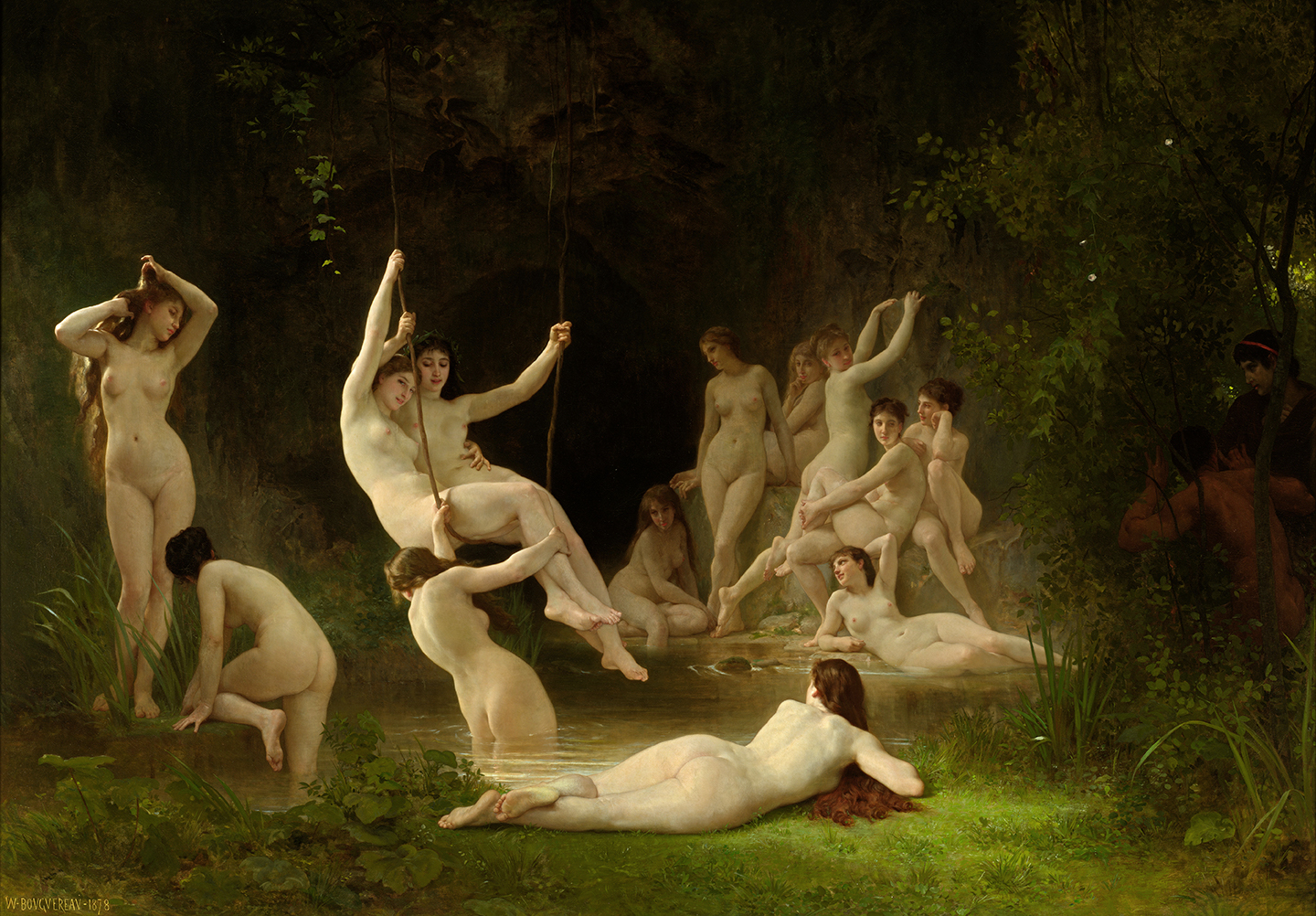
As Ninfas de William-Adolphe Bouguereau
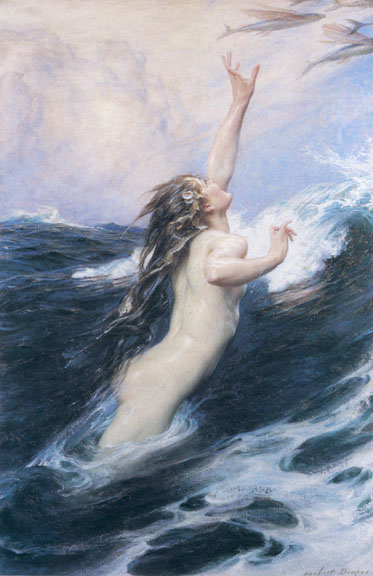
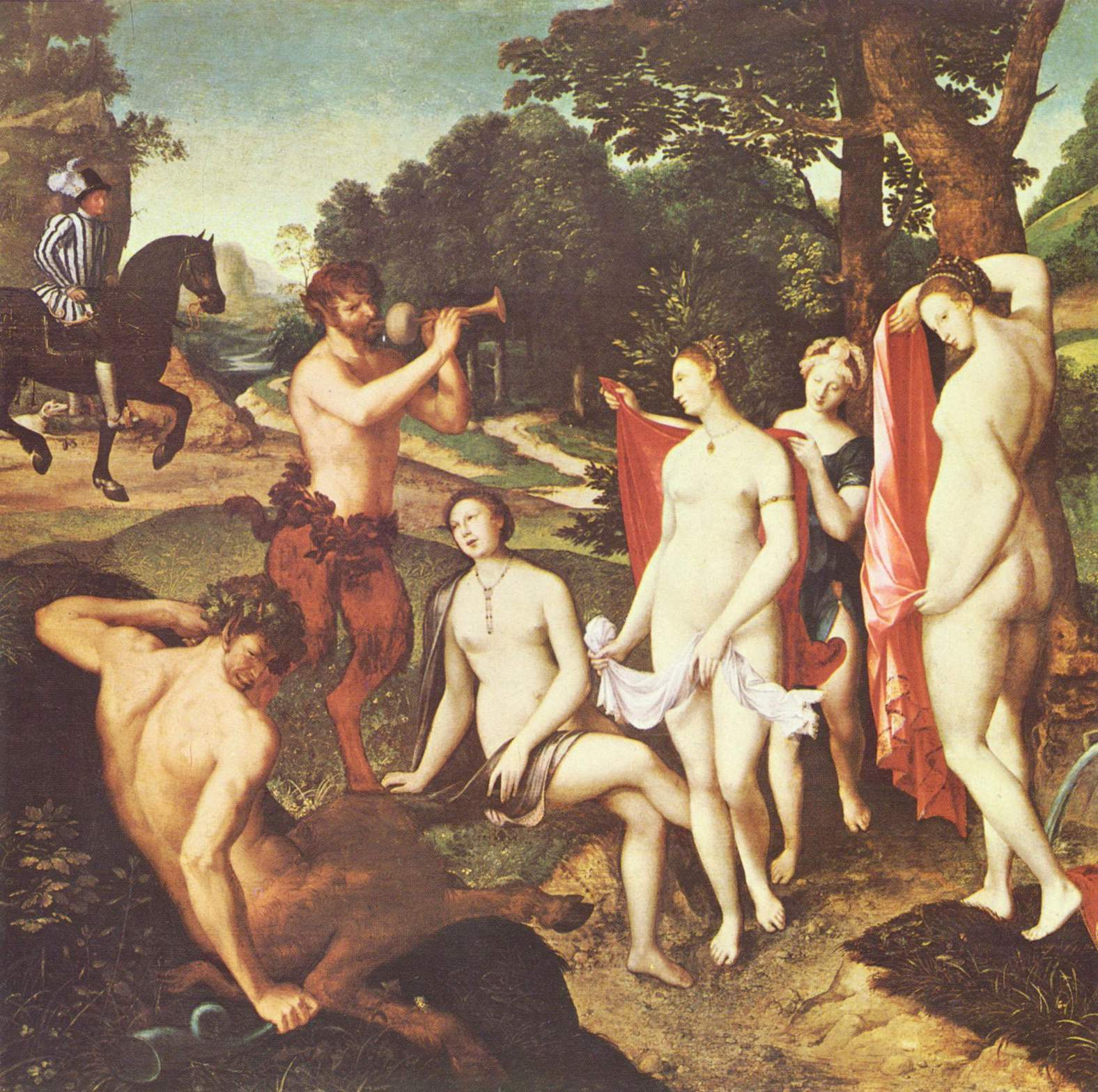
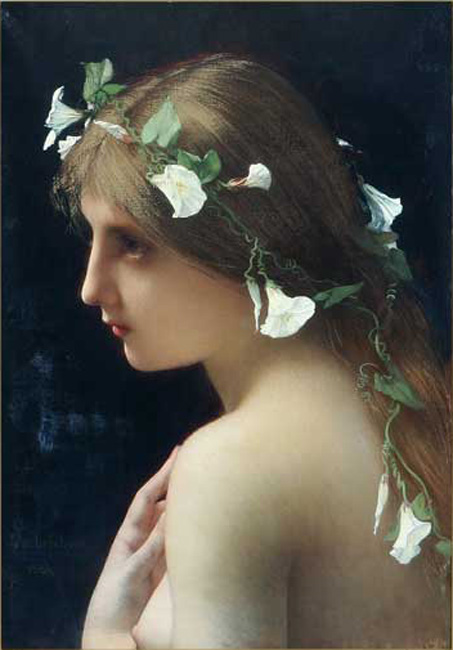